# Mabe (entreprise)
Mabe est une entreprise mexicaine spécialisée dans la production d'électroménager. Son siège social est situé à Mexico. Mabe possède une co-entreprise avec la division électroménager de General Electric.